# Cniva
Cniva bio je gotski knez (čije ime znači "nož") poznat pod uspješnom pohodu na rimsku provinciju Meziju 250. – 251. Tadašnja rimska država je bila značajno oslabljena ekonomskim nedaćama, kao i političkom nestabilnošću i građanskim ratovima kasnije poznatim kao kriza 3. stoljeća. To se je odrazilo i na sposobnost rimske vojske da drži razna barbarska plemena izvan granica Carstva. Cniva je 250. godine iskoristio to što je najveći dio rimskih snaga s donjeg tijeka Dunava bio povučen kako bi svom zapovjedniku Deciju pomogao 249. svrgnuti Filipa Arapina s carskog prijestolja. Oko sebe je okupio ne samo gotska, nego i druga germanska i sarmatska plemena; vojska, koja je prema antičkim navodima imala oko 300.000 vojnika, prešla je Dunav podijeljena u manje skupine; iako nije uspio napad na Marcijanopolis, Goti su uspjeli prodrijeti do Nikopolisa i staviti ga pod opsadu. 
Tada se pokrenuo i Decije sa svojom vojskom. Cniva je tada odlučio napustiti opsadu Nikopolisa i okrenuti se Filipopolisu (današnji Plovdiv) smatrajući ga lakšom metom. Decijeve jedinice je Kniva iznenada napao i nanio im poraz. Potom je stavio Filipopolis pod opsadu, u čemu mu je, prema nekim izvorima, pomogao lokalni guverner Tit Julije Prisk; grad je zauzet i tada je, prema antičkim izvorima izginulo oko 100.000 ljudi. 
Decije je u međuvremenu preustrojio svoju vojsku, uspio poraziti manje gotske skupine te s brojčano nadmoćnim snagama krenuo uhvatiti Cnivu koji se s plijenom pokušavao prebaciti na lijevu obalu Dunava. To mu je uspjelo kod gradića Forum Terebronii, ali je u bitci kod Abrita Cniva vješto koristio bolju pokretljivost svojih snaga i močvarni teren kako bi Rimljanima nanio težak poraz u kome su poginuli Decije i njegov sin Herenije Etrurac. Novi rimski car Trebonijan Gal je s Cnivom započeo mirovne pregovore te se obavezao Gotima plaćati danak kako bi ih ubuduće odvratio od sličnih napada.
Cniva je tako postao prvi germanski vladar koji je napao i opustošio rimsku teritoriju, a da za to nije snosio nikakve dugoročne negativne posljedice. 